# Делтоид
Делтоид је четвороугао који има два пара једнаких и суседних страница. Делтоид је и тангентни четвороугао, што значи да се у њега може уписати кружница.
Резултат једнакости парова суседних страна је да се дијагонале делтоида увек секу под правим углом. Једна дијагонала дели делтоид на два једнакокрака троугла, а друга увек на два једнака троугла. Ово значи да делтоид увек има најмање једну осу симетрије која лежи на другој наведеној дијагонали. 
Уколико свака од дијагонала дели делтоид на два једнака троугла, фигура је у ствари специјалан случај делтоида − ромб. Уколико су поред овог и сви углови делтоида међусобно једнаки (значи по 90°), фигура је квадрат.

## Формуле
Следе неке од чешће коришћених формула које се везују за делтоид:
| Обим                         | {\displaystyle O=2(a+b)\,} |
| Површина                     | {\displaystyle P={\frac {1}{2}}d_{1}d_{2}=ab\sin(\angle ab)} |
| Дијагонале                   | {\displaystyle d_{1}={\frac {4{\sqrt {s(s-a)(s-b)(s-d_{2})}}}{d_{2}}},\;\;s={\frac {a+b+d_{2}}{2}}} {\displaystyle d_{1}=2a\sin {\frac {\angle aa}{2}}} {\displaystyle d_{2}={\sqrt {a^{2}-{\frac {d_{1}}{2}}^{2}}}+{\sqrt {b^{2}-{\frac {d_{1}}{2}}^{2}}}} {\displaystyle d_{2}=a\cos {\frac {\angle aa}{2}}+b\cos {\frac {\angle bb}{2}}} |
| Полупречник уписане кружнице | {\displaystyle r=(a\cos {\frac {\alpha }{2}}+b\cos {\frac {\beta }{2}}){\frac {\sin {\frac {\alpha }{2}}\sin {\frac {\beta }{2}}}{\sin {\frac {\alpha }{2}}+\sin {\frac {\beta }{2}}}};\;\alpha =\angle aa,\;\beta =\angle bb} |